# Species Deceases
Species Deceases – drugi album EP australijskiej grupy rockowej Midnight Oil, wydany w 1985 roku.

## Lista utworów
1. „Progress” (James Moginie, Peter Garrett)
2. „Hercules” (Moginie, Garrett, Robert Hirst)
3. „Blossom and Blood” (Hirst, Moginie)
4. „Pictures” (Midnight Oil)

## Twórcy albumu
- Peter Garrett: wokal
- Rob Hirst: perkusja, dalszy wokal
- Jim Moginie: gitara, Keyboard
- Peter Gifford: bas, dalszy wokal
- Martin Rotsey: gitara